# Дуняково
Дуняково (рос. Дуняково) — присілок у Кіриському районі Ленінградської області Російської Федерації.
Населення становить 24 особи. Належить до муніципального утворення Пчевське сільське поселення.

## Історія
Згідно із законом від 1 вересня 2004 року № 49-оз органом  місцевого самоврядування є Пчевське сільське поселення.

## Населення
| 1838 | 1862 | 1928 | 1958 | 1997 | 2002 | 2007 |
| ---- | ---- | ---- | ---- | ---- | ---- | ---- |
| 238  | ↗252 | ↗374 | ↘129 | ↘19  | ↘14  | ↗21  |
| 2010 | 2017 |      |      |      |      |      |
| ↘9   | ↗24  |      |      |      |      |      |